# حارث سيلايديتش
حارث سيلايديتش ولد في (1 أكتوبر 1945) هو سياسي وأكاديمي بوسني شغل منصب العضو البوسني الخامس في مجلس رئاسة البوسنة والهرسك من عام 2006 إلى عام 2010. وكان رئيس وزراء جمهورية البوسنة والهرسك من عام 1993 إلى عام 1996.
في انتخابات الأول من أكتوبر عام 2006 تم انتخابه ممثلاً عن البوسنة في رئاسة البوسنة والهرسك. أصبح وزيراً للخارجية في الحكومة البوسنية التي قادها الرئيس الراحل علي عزت بيغوفيتش، والتي أعلن برلمانها استقلال الجمهورية عن يوغسلافيا السابقة. أصبح نائباً للرئيس البوسني. خرج عن حزب العمل بُعيد انتهاء الحرب وأسس حزباً مستقلاً.
درس حارث سيلايديتش اللغة العربية في الجامعة الإسلامية في مدينة البيضاء في فترة الستينات في المملكة الليبية.
من 1990 إلى 1993 شغل منصب وزير خارجية البوسنة والهرسك، وبوصفه رئيس وزراء من 1993 إلى 1996. خلال الحرب البوسنية، وكانت قد بدأت في إبريل 1992 وانتهت أخيراً باتفاقية دايتون، يعتبر المدافع الأكثر جدلاً في قضية الدفاع عن النفس والمساعدة العسكرية إلى البوسنة، وتحدث أيضاً عن قضية التطهير العرقي للبوسنيين وكروات البوسنة من قبل القوات الصربية. زار باستمرار العواصم الغربية والإسلامية، وكذلك زار الأمم المتحدة، ورفع قضية الظلم والتطهير العرقي.
وهو عضو في الوفد البوسني الذي تفاوض بشأن اتفاقية دايتون وتوسطت فيه الولايات المتحدة.
في عام 2005 حصل على دكتوراه فخرية من مدرسة جنيف للدراسات الدبلوماسية والعلاقات الدولية.
عام 2007 تقدم كل من «حارث سيلايديتش» و«إيفو ميرو جوفيتش» لعضوية مجلس الرئاسة الثلاثية «للبوسنة والهرسك».
و«حارث سيلايديتش» المسلم هو وزير خارجية سابق للبوسنة في وقت الحرب هناك، ويعتبر معتدلاً، وهو من أقوى الداعين لإلغاء المنطقتين اللتين تتمتعان بحكم ذاتي داخل «البوسنة والهرسك» وهما «الفديرالية الكرواتية-المسلمة» و«جمهورية الصرب»، وهذا ما يعارضه صرب البوسنة بشدة.
ويفضل المسلمون والكروات في البوسنة تقوية الحكومة المركزية الضعيفة في هذا البلد الذي يبلغ تعداد سكانه نحو 4 ملايين نسمة، وينقسمون في منطقتين وفق «اتفاق دايتون للسلام» الموقع عام 1995.
ويدعو الكروات إلى إقامة «كيان ثالث» إذا لم يكن بالإمكان تعزيز الحكومة المركزية، بينما يعارض الصرب بقوة أي إجراء إضافي من شأنه تقليص حكمهم الذاتي.
ويأمل الدبلوماسيون الغربيون أن تخفت حدة المشاعر القومية وأن يجد القادة بعد انتخابتهم قواسم مشتركة حول كيفية قيادة «البوسنة والهرسك» بعد إلغاء الوصاية الدولية التي فرضت على البوسنة بعد الحرب هناك بين عامي 1992-1995.
وبالرغم من الفقر والبطالة، فإن طابعي العرقية والقومية غلبا على الحملات الانتخابية، أكثر من التطرق لمشاكل الحياة اليومية.

## كلمات مقتبسة عن حارث سيلايديتش
كلماته في منتدى ستوكهولم الدولي حول المحرقة النازية لليهود، 27 يناير 2000.
«لم يتمكن الحلفاء من قصف خطوط السكك الحديدية المؤدية إلى معسكر أوشفيتز، لأنهم يخشون أن تثير غضب النازيين، وستة ملايين شخص لقوا حتفهم. أما في حالتنا، قاد إلى فرض حظر على الأسلحة» فقط«من ربع مليون حالة وفاة—وهو الحصار الذي يعاقب فقط الضحايا، أما المعتدين فلديهم بالفعل أسلحة أكثر مما يمكنهم التعامل معه».
«وتكمن جذور هذه المأساة المروعة الإنسان ليس في البوسنة ذاتها، بل في السياسات التي أجرتها الديماغوجيين في البلدان المجاورة لها، لا سيما نظام ميلوسيفيتش في بلغراد، السياسات التي أدت إلى التفكك العنيف ليوغوسلافيا السابقة».
وأضاف «إذا قتلت شخص واحد، فإنك تحاكم. إذا قتلت عشرة أشخاص أصبحت من المشاهير، وإذا قتلت ربع مليون إنسان، فستتلقى دعوة لحضور مؤتمر السلام».

## روابط خارجية
- حارث سيلايديتش على موقع مونزينجر (الألمانية)